# 24 Minuten
24 Minuten ist die 399. Episode der US-amerikanischen Zeichentrick-Fernsehserie Die Simpsons. Die Episode parodiert mit ihrer Handlung und ihrem inszenatorischen Stil die in Echtzeit erzählte Fernsehserie 24.

## Handlung
An der Springfielder Grundschule wird die CTU (Chaoten-Treibjagd-Unit) betrieben, eine Anti-Terror-Einheit mit Rektor Skinner und Lisa Simpson als Leiterin, deren Aufgabe es unter anderem ist, Schulschwänzer aufzuspüren. Währenddessen wird Homer Simpson von Mr. Burns beauftragt, seinen verdorbenen Joghurt zu entsorgen, dessen Mindesthaltbarkeitsdatum bereits so weit überschritten ist, dass der Joghurt toxisch sein könnte. Marge entdeckt, dass in siebenundzwanzig Minuten das Kuchenfest der Schule beginnt, und versucht, rechtzeitig einen Kuchen zu backen und zur Schule zu bringen. Der Joghurt gelangt in den Besitz der Schulschwänzer-Clique um Dolph, Jimbo und Kearney, die damit eine Stinkbombe bauen und auf dem Schulfest zünden wollen. Nachdem Bart und Lisa davon erfahren haben, setzen sie alles daran, die drei daran zu hindern, die Stinkbombe in der Schule zu zünden. Bart kann das Attentat auf den Kuchenbasar in letzter Sekunde verhindern; Marge rettet ihm das Leben, indem sie mit ihrem zu hart geratenen Kuchen eine Glasscheibe zertrümmert. Kurz darauf stürmt ein Anti-Terror-Kommando unter der Leitung des aus 24 bekannten Agenten Jack Bauer die Grundschule, nachdem Bart ihm einen Telefonstreich gespielt hatte.

## Inszenierung
Die Episode übernimmt den aus der Echtzeit-Fernsehserie 24 bekannten Inszenierungsstil: Sie beginnt mit den Worten Was bisher geschah, zeigt Split Screens und die aktuelle Zeit mit einer Digitaluhr mit Sekunden. Außerdem thematisiert sie die in 24 vorkommenden Geheimagenten, die häufige Benutzung von Mobiltelefonen und einen Maulwurf. Die Hauptdarsteller der Serie 24, Kiefer Sutherland und Mary Lynn Rajskub, treten in der englischen Sprachfassung in ihren aus 24 bekannten Rollen als Gaststars auf. 

## Rezeption

### Kritiken
Das Unterhaltungsportal IGN beurteilt die Episode als „ausgezeichnet, urkomisch“ und als „mit Abstand beste“ der Staffel. In der Internet Movie Database wird die Episode durchschnittlich mit 8,5 von 10 Sternen bewertet.

### Auszeichnungen
Die Episode wurde 2008 mit einem Annie Award in der Kategorie Bestes Drehbuch für eine animierte Fernsehproduktion prämiert.